# 下寮溪
下寮溪位於台灣北部，屬於淡水河水系，為基隆河的支流，流域分佈於新北市汐止区南部偏西地區，發源於海拔430公尺之十三分山（白雲山）西北側，向北流至樟樹灣注入基隆河。
下寮溪是汐止樟樹灣地區主要溪流，昔日先民引下寮溪之水闢大塹圳，是樟樹灣地區主要灌溉水源。